# Подорожник тонкоколосий
Подоро́жник тонкоколо́сий (Plantago tenuiflora) — трав'яниста рослина родини подорожникових.

## Ботанічний опис
Однорічна або дворічна трава заввишки до 20 см.
Листки лінійні, вузьколінійні, довжиною 3-11 см, шириною 0,5-4 мм, часто складені уздовж, запушені або майже голі.
Квітконіжок зазвичай декілька, довжиною 3-18 см, покриті спрямованими вгору приплюснутими волосками. Колоски циліндричні, вузькі, негусті, довжиною (0,5) 1-12 см. Приквітки яйцеподібні, ланцетні, на верхівці загострені, по краю коротковійчасті, майже рівні чашечці, зрідка довші від неї. Чашолистки на верхівці закруглені або коротко загострені.

## Поширення
Росте у Європі, Сибіру, Малій та Середній Азії, на Кавказі. В Україні поширений на півдні лісостепу та у степу.
Росте на солончакових луках, на солончаках, по берегах солоних озер та у долинах річок.